# San Juan Bautista, Oaxaca
San Juan Bautista är en ort i Mexiko.   Den ligger i kommunen Villa Sola de Vega och delstaten Oaxaca, i den sydöstra delen av landet, 400 km sydost om huvudstaden Mexico City. San Juan Bautista ligger 1 586 meter över havet och antalet invånare är 276.
Terrängen runt San Juan Bautista är kuperad norrut, men söderut är den bergig. Runt San Juan Bautista är det glesbefolkat, med 17 invånare per kvadratkilometer. Närmaste större samhälle är San Sebastián de las Grutas, 12,5 km norr om San Juan Bautista. I omgivningarna runt San Juan Bautista växer huvudsakligen savannskog.